# Max Seydewitz
Max Seydewitz (Forst (Lausitz), 1892. december 19. – Drezda, 1987. február 8.) német politikus. 1947 és 1952 között Szászország miniszterelnöke volt.

## Publikációi
- Die Krise des Kapitalismus und die Aufgabe der Arbeiterklasse. verlag der Marxistischen Büchergemeinde, Berlin 1931
- Todesstrahlen und andere neue Kriegswaffen, mit Kurt Doberer. Malik-Verlag, London 1936
- Stalin oder Trotzki? - Die UdSSR und der Trotzkismus. Eine zeitgeschichtliche Untersuchung. Malik-Verlag, London 1938.
- Hakenkreuz über Europa? Vannier, Paris 1939
- Civil life in wartime Germany. The story of the home front. New York 1945.
- Es geht um Deutschland. Sachsen-Verlag, Dresden 1949. (gesammelte Rundfunkkommentare 1946–1947).
- Der Antisemitismus in der Bundesrepublik. Mit Ruth Seydewitz, Hrsg. Ausschuß für deutsche Einheit, Berlin 1956
- Das Dresdener Galerie Buch : 400 Jahre Dresdener Gemäldegalerie , mit Ruth Seydewitz, Verlag der Kunst, Dresden 1957
- Deutschland zwischen Oder und Rhein : Ein Beitr. zur neuesten dt. Geschichte. Kongress-Verlag, Berlin 1958
- Zerstörung und Wiederaufbau von Dresden Berlin (Ost) 1955. (ab 3. Auflage: Die unbesiegbare Stadt)
- Die Dresdener Kunstschätze : Zur Geschichte d. Grünen Gewölbes u.d. anderen Dresdener Kunstsammlungen, mit Ruth Seydewitz, VEB Verlag der Kunst, Dresden 1960
- Ruth und Max Seydewitz, Die Dame mit dem Hermelin: Der grösste Kunstraub aller Zeiten. Henschelverlag, Berlin (Ost) 1963
- Es hat sich gelohnt zu leben. Lebenserinnerungen eines alten Arbeiterfunktionärs. Dietz Verlag, Berlin (Ost) 1976.
- Dresden, Musen und Menschen. Ein Beitrag zur Geschichte der Stadt, ihrer Kunst und Kultur. Buchverlag Der Morgen, Berlin, 1988